# 天主教科森扎-比西纳诺总教区
天主教科森扎-比西纳诺总教区是罗马天主教在意大利南部卡拉布里亚大区设立的一个总教区。
科森扎教区在1170年升格为总教区。1979年与比西纳诺教区合并。